# Биплан
Биплан или двуплощник е самолет с чифт крила, разположени едно над друго.
Преимуществото на този вид самолети е голямата площ на крилата, което води до по-голяма подемна сила при по-малки крила. Недостатък е повишеното аеродинамично съпротивление.

## Основни конструкции самолети

### Първа основна конструкция
Строежът на самолети с две и повече крила, разположени едно над друго, е основната аеродинамична схема характерна за самолетните конструкции от началото на ХХ век. Успешният кратък установен полет на 14 декември 1903 година със самолета Флайер I (Flyer I) на братята Райт (Wilbur Wright, Orwil Wright) в САЩ е дало тласък за използването на тази схема, характерна с това, че има разположено отпред кормило за височина тип „патица“ и тикащо витло. В Европа по тази схема до 1911 година са построени самолетите на братята Анри и Мориз Фарман (Henry Farman, Mauris Farman) и Вуазен (Gabriel Voisin, Charle Voasin). Тези модели по лиценз и с малка промяна са произвеждани в Германия моделите (Albatros F) и в Русия.
В това начало са вложени нови идеи. Анри Фарман през октомври 1908 година оборудва самолета на Вуазен с елерони, с което рязко подобрява управляемостта и напречната устойчивост на самолета, а през 1909 г. поставя рекорд за далечина на полета – 232 километра. Такива самолети участват в Балканските войни през 1912 и 1913 година и в началото на Първата световна война. Макар и с подобрения (гондола за пилота и наблюдателя – стрелец), задно разположеният въздушен винт прави самолета уязвим във въздушен бой при атака отзад. Затова тази остаряла схема след 1912 година не се използва. Понастоящем аеродинамична схема с предно вертикално кормило тип „патица“ и тикащо витло се използва само при направата на екзотични самолетни конструкции.

### Втора основна конструкция
Поради недостатъците на конструкцията на първосъздателите на самолета, се създава втора основна конструкция на биплан. Тази аеродинамична схема силно е повлияна от успешната конструкция на моноплана Блерио XI на Луи Блерио (Louis Bleriot) като основна самолетна конструкция за самолети моноплани. Така се налага новата аеродинамична схема на биплана – „теглещо“ витло, фюзелаж, задно оперение с вертикално и хоризонтално кормило и триточкова схема на шасито – неприбираем колесник и опашно колело. Строителството на самолети по тази схема започва основно в Англия, Германия, САЩ и Франция.
Като особено сполучливо начало е английския самолет B.S-1 „Скаут“ на Джофри де Хевиленд (Geoffrey de Havilland) построен през 1912 година. С двигател „Гном“ – 80 hp този едноместен самолет достигал скорост до 150 km/h и е използван за спортни цели, разузнаване и като изтребител. Неговата компановка е типична и използвана при конструирането на английските самолети изтребители.
Албатрос, създаден от конструктора Громанн в Германия през 1913 година е двуместен самолет приет на въоръжение в Германия и Австро-Унгария. Без да блести с изключителни технически характеристики той една много надеждна машина. Оборудван е с двигател Мерцедес от 100 hp с водно охлаждане. На 10 и 11 юли 1914 година, пилотът Рейнхалд Бем е установил световен рекорд за продължителност на полет – 24 часа и 12 минути. По време на Първата световна война този самолет е произвеждан в различни модификации, като самолетите Албатрос C.III и С.V, както и изтребителите от модификация D са основни бойни самолети за Германия, Австро-Унгария и България.
SPAD са френски самолети, с които по време на Първата световна война френските въздушни асове Рене Фонк, Жорж Гинемер, Шарл Нунжессер и др. постигат високи бойни успехи. Моделите SPAD S.VII и SPAD S.XIII с добрите полетни характеристики и мощно въоръжение (боекомплект до 600 патрона), са позволили въздушното господство на френските авиатори.
Самолети произвеждани от фирмите Breguet, Nieuport и Fokker са масово произвеждани бойни машини за разузнаване, изтребители и леки бомбардировачи. В тях и в самолетите, произвеждани в СССР до средата на 30-те години на ХХ век леките двуплощници имат развитие. В първите години на Втората световна война участват последните все още на въоръжение изтребители двуплощници – британския Глостър Гладиатор (Gloster gladiator SS.37), италианския Фиат CR.42 (Fiat CR.42) и произвежданият в СССР И-15 на конструктора Поликарпов, както и другата негова дълговечна многоцелева машина По-2. В българските въздушни войски от 1939 година е на въоръжение произведения в Чехословакия едномоторен биплан изтребител Avia В-534 „Доган“.
По тази схема са строени и тежки многомоторни самолети по време на Първата световна война и до началото на 30-те години. Първият серийно строен многомоторен самолет е РБВЗ „Иля Муромец“, разработен и произведен в Руско-Балтийски вагонен завод под ръководството на Игор Иванович Сикорски. На 13 декември 1913 самолета пилотиран от Игор Сикорски излетял с товар 1100 kg, с което е поставен тогавашния световен рекорд. Боевата служба на самолета – гигант започва през 1914 година, когато е формирана първата в света „Эскадру воздушных кораблей“, която е първото в света съединение от тежки бойни самолети. Този руски самолет е използван за стратегическо разузнаване и като бомбардировач. В Германия през 1917 година е произведен четиримоторен самолет Цепелин-Штаакен R.VI, носещ бомбов товар от 1800 kg. От тази машина са произведени 17 гиганта. Goliath е успешен многомоторен бомбардировач на френската фирма Фарман, който е използван и за граждански цели.
Строените по тази схема имат едно добре използвано предимство – натоварването на единица площ на крилото е по-малко, поради наличието на две крила. За началото на ХХ век, когато е използван само дървен материал и стоманени тръби, това е добро решение. При производството на нови и мощни двигатели, производството на дуралуминии, специални стомани и други нови конструкционни материали, тази основна самолетна схема не може успешно да се прилага в самолетостроенето, тъй като не удовлетворява новите изисквания за скорост и маневреност. Развитието ѝ спира, поради голямото челно съпротивление и ниски аеродинамични характеристики. Това налага от тридесетте години на ХХ век и до днес да се създават самолети по  основна конструкция на моноплана. Тя позволява да се достигнат скорости над 600 km/h с въздушен винт и бутален двигател с вътрешно горене. Макар схемата на биплана да се използва и до днес, тя се прилага за бавноходни самолети не изискващи специални аеродруми и използващи импровизирани летища.

## Бипланите в Българската авиация
Като изключим моноплана Блерио XI, самолетите използвани в инженерните части на Българската войска до края на Първата световна война са биплани. Това са самолети внесени за въоръжаване на въздушните войски, произведени в:
- Франция – Voisin, Somer Canard, Nieuport IV, Nieuport VII, Farman VII.
- Германия – Albatros F.II, Albatros C.III, Fokker E.III, Fokker D.VII.
- Англия – Armstrong Withworth – FK8-1, Bristol и други самолети.

Унищожаването на Българската бойна авиация по силата на Ньойския договор, налага както закупуването на самолети, така и развитие на българско самолетостроене. Произведените в България биплани-оригинални конструкции, ще се разгледат по-долу. За възраждащите се Въздушни войски са доставени:
- Heinkel He 45A „Щъркел“ – произведен в Германия. Двуместен, едномоторен разузнавателен самолет. Съоръжен с фотокамера и 1х7,92 mm картечница. Първа доставка през 1937 година.
- Heinkel He 51B „Сокол“ – произведен в Германия. Едноместен, едномоторен изтребител. Има две синхронни картечници MG 17 над двигателя. Първа доставка през 1938 година.
- Heinkel He 42 „Патица“ – произведен в Германия. Двуместен водосамолет. Предвидено е въоръжение – една синхронна неподвижна картечница за пилота и една подвижна за защита на опашката. Първа доставка през 1933 година.
- Arado Ar 65 „Орел“ – произведен в Германия. Едноместен изтребител. Двигател BMW-VII, редови с водно охлаждане и мощност 552 kw/750 hp. Въоръжен е с две синхронни картечници 7,92 mm. Първа доставка през 1937 година.
- Letov-Smolik S-328 „Врана“ – произведен в Чехословакия. Двуместен, едномоторен разузнавателен и лек щурмови самолет. Въоръжение – 2х7,92 mm неподвижни картечници в долно крило и сдвоена турелна 7,92 mm картечница. Бомби 6х25 kg. Първа доставка през 1939 година.
- Avia B-534 „Доган“ – произведен в Чехословакия. Едноместен едномоторен изтребител с неприбираем колесник и закрита кабина. Въоръжение – 4х7,92 mm синхронни картечници. Бомбодържател за четири леки бомби. Първа доставка през 1939 година.
- Bucker Bu-122 „Юнгман“ – произведен в Германия. Двуместен самолет за начално обучение и висш пилотаж. Първа доставка през 1938 година.
- Focke-Wulf Fw 44 „Врабче“ – произведен в Германия. Двуместен учебно-тренировъчен биплан, наричан още „Щиглец“. Двигател Siemens Sh-14A, 7 цилиндров, звездообразен с въздушно охлаждане и мощност 118 kw/160 hp. Първа доставка 1938 година.
- Avia B-122 „Оса“ – произведен в Чехословакия. Едноместен учебен изтребител. Първа доставка през 1939 година.
- Heinkel He 72 „Kadet“, известен в България с името „Канарче“. Произведен в Германия. Двуместен учебен биплан. Първа доставка през 1938 година.
- PWS-26 „Юнак“ – произведен в Полша. Двуместен учебен и разузнавателен самолет. Има девет цилиндров звездообразен двигател с въздушно охлаждане и мощност 240 hp. Въоръжен е с една 7,7 mm картечница и 2х12 kg бомби. Първа доставка през 1939 година.
- Heinkel He 60 B-2 „Тюлен“ – произведен в Германия. Едномоторен, двуместен водосамолет. Въоръжен е с една подвижна картечница MG 15 за наблюдателя. Първа доставка през 1942 година.

- По-2 – произведен в СССР. Многоцелеви биплан, създаден в конструкторското бюро на Н. Н. Поликарпов през 1928 година с наименование У-2. Двуместен учебно-тренировъчен самолет с двигател М-11 с мощност 100 hp. По време на Втората световна война използван за разузнаване, лек нощен бомбардировач и за други цели. През 1944 година в памет на конструктора Николай Поликарпов е преименуван на По-2. В България се доставят след 1944 година като учебни самолети. През 1952 година е основния самолет на създадената Селскостопанска авиация. Използва са за обучение в аероклубовете в системата на ДОСО до средата на 60-те години. Произведени са серийно повече от 33 000 самолета. Производството му е прекратено през 1959 година.
- Ан-2 – лек транспортен самолет, разработен от конструкторското бюро на О. К. Антонов през 1947 година. Двигател АШ-62ИР Швецов с мощност 1000 hp. Най-големия едномоторен биплан, построен в света. Полетната му маса е 5250 kg. Излита и каца от импровизирани летища. В България се използва за транспорт и обучение на парашутисти. След 2000 година във ВВС има само един самолет от този тип. Основен самолет за селскостопански обработки. Техническо обслужване и ремонт се извършва в Авиоремонтния завод в гр. Монтана.

## Самолети биплани произведени в България
Производството на самолети в България е извършвано в Държавна аеропланна работилница (ДАР) – Божурище, в завод „Капрони Български“ в Казанлък и в Държавната самолетна фабрика (ДСФ) в гр. Ловеч. За Въздушните войски са разработени и произвеждани следните биплани:
- ДАР-2 е точно копие на Албатрос С.III. Изграден е от скрити части и двигатели при разрушаването на 18 воювали български Албатроси. През 1926 година инж. Херман Винтер започва производството на една малка серия самолети в ДАР – Божурище. Те са първите следвоенни самолети, на които са подготвяни български авиатори в Аеропланното училище.
- ДАР-1 и ДАР-1А – учебни самолети с петцилиндров звездообразен двигател с въздушно охлаждане. Произвежда се от 1928 година.
- КБ-1 „Пеперуда“ е българската версия на световноизвестния самолет Caproni Ca 100. Двуместен, едномоторен самолет за начално обучение. Дървена конструкция. Двигател Walter NZ-120, деветцилиндров, звездообразен с въздушно охлаждане и мощност 88,2 kw/120 hp. Произвежда се от 1932 година.
- КБ-2УТ – едномоторен, двуместен, учебно-тренировъчен самолет. Увеличено копие вариант на Caproni Ca-113. Не се ползва с добро име поради лоша устойчивост при излитане и кацане. Поради добрата аеродинамика е подложен на дълга поредица от модернизации. Произвежда се от 1933 година.
- КБ-2А „Чучулига“ – двуместен, едномоторен самолет, развитие на КБ-2УТ, разработен и внедрен за производство от инж. Цветан Лазаров. Двигателят е с мощност 240 hp. Тялото и колесника имат нова конструкция. Произвежда се от 1936 година.
- КБ-3 „Чучулига I“ – развитие на конструкцията на КБ-2А, проектирана от инж. Цветан Лазаров. Двигател Walter „Kastor“-II, 7 цилиндров, звездообразен с въздушно охлаждане и мощност 340 hp. Произвежда се от 1937 година.
- ДАР-3 „Гарван – I“ – двуместен едномоторен самолет за обучение и разузнаване, конструиран от инж. Цветан Лазаров. Съоръжен с двигател с въздушно охлаждане Wright WR-SGR-1820 F3 с мощност 463,5 kw/630 hp. Въоръжен със 7,92 mm картечница за наблюдателя и камера за аерофотографиране. Произвежда се от 1936 година.
- ДАР-3 „Гарван – II“ – двуместен разузнавателен самолет с отлична аеродинамика. Конструиран от инж. Цветан Лазаров. Произвежда се от 1937 година.
- КБ-4 „Чучулига – II“ – двуместен, едномоторен биплан, конструиран от инж. Цветан Лазаров. Използва се като учебен, свързочен и самолет за близко разузнаване. Въоръжен с една картечница и аерофотокамера. Произвежда се от 1938 година.
- ДАР-8 „Славей“ – двуместен, учебно-тренировъчен самолет с четирицилиндров редови двигател с въздушно охлаждане. Конструиран от авиоконструктора Кирил Петков този самолет е произвеждан в ДАР – Божурище от 1938 г. Мощност 130 hp. Произведен е един самолет от този тип с двигател Walter – Mars, деветцилиндров, звездообразен с въздушно охлаждане и мощност 145 hp.
- КБ-5 „Чучулига-III“ – лек щурмови, разузнавателен и свързочен самолет, конструиран от инж. Цветан Лазаров. Това е върхът в развитието на КБ-2УТ. Двигател Walter „Pollux II“, деветцилиндров, звездообразен с въздушно охлаждане и мощност 338,5 kw/450 hp. Въоръжение – 1х7,7 mm синхронна картечница над двигателя и подвижна 7,7 mm картечница за защита на опашката. Бомби 8х25 kg, по четири под всяко полукрило. Произвежда се от 1939 година.
- ДАР-3 „Гарван III“ – многоцелеви самолет за близка военна поддръжка на сухопътните войски и за разузнаване. Има полузакрита кабина и в сравнение с другите самолети от семейство „Гарван“ е с усилено тяло и стабилен колесник. Двигател Alfa Romeo 126 RC 34, деветцилиндров, звездообразен с въздушно охлаждане и мощност 551,8 kw/750 hp. Въоръжение – 7,92 mm картечница над двигателя и една за наблюдателя. Произвежда се от 1939 година.
- ДАР-9 „Синигер“ двуместен, едномоторен самолет за начално обучение. Развитие на ДАР-6А по проект на инж. Цветан Лазаров. Двигател 160 hp. Произведен серийно в 48 броя.

## Галерия
- Самолет Wright от 1909 година – USAF-Museum
- Биплан Avia B534
- Известният Focke-Wulf Fw 44 „Щиглец“
- PWS-26 „Юнак“ – Авиационен музей в Краков, Полша
- ДАР-3 „Гарван“ III, произведен в Държавна аеропланна работилница (Божурище)